# Седе-Ленджан
Седе́-Ленджа́н (перс. سده لنجان‎) — город в центральном Иране, в провинции Исфахан. Входит в состав шахрестана Ленджан. По данным переписи, на 2006 год население составляло 17 335 человек.

## География
Город находится в юго-западной части Исфахана, в гористой местности центрального Загроса, в правобережной части долины реки Заянде. Абсолютная высота — 1734 метра над уровнем моря.
Седе-Ленджан расположен на расстоянии приблизительно 36 километров к юго-западу от Исфахана, административного центра провинции и на расстоянии 360 километров к югу от Тегерана, столицы страны. Ближайший аэропорт расположен в городе Зерриншехр.